# Josué de Nazareth
Josué de Nazareth es una serie de álbumes de historieta, con guion de Víctor de la Fuente y dibujo de Patrick Cothias, acerca de la historia de Jesús de Nazaret. La serie consta de dos volúmenes: El arcángel Gabriel y El hijo de la virgen.
1. El arcángel Gabriel (L'archange Gabriel). ISBN 84-89966-14-1.
2. El hijo de la virgen(Le fils de la vierge). ISBN 84-89966-65-6.